# Karl Skifjeld
Karl Skifjeld (11 aprile 1920 – 3 dicembre 1996) è stato un calciatore norvegese, di ruolo attaccante.

## Carriera

### Club
Skifjeld giocò con la maglia del Pors.

### Nazionale
Conta 6 presenze per la Norvegia. Esordì il 19 giugno 1949, quando fu schierato in campo nella sfida persa per 1-3 contro la Jugoslavia.